# Leucosyke kjellbergii
Leucosyke kjellbergii är en nässelväxtart som beskrevs av Unruh. Leucosyke kjellbergii ingår i släktet Leucosyke och familjen nässelväxter. Inga underarter finns listade i Catalogue of Life.